# Krk (Stadt)
Krk [kr̩k] (italienisch Veglia) ist die größte und bedeutendste Stadt sowie Kurort und Hafen in der gleichnamigen Bucht an der Westküste der gleichnamigen Insel Krk. Die Stadt liegt etwa 25 km von der Krk-Brücke entfernt. Die Gemeinde hat 6816 Einwohner, die Ortschaft Krk 3935 (Volkszählung 2021). Krk ist Sitz der katholischen Diözese Krk.

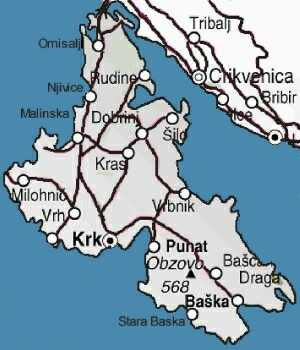
Übersichtsplan der Insel Krk

## Geschichte
Das einstige römische Municipium und Sitz der Fürsten Frankopan ist einer der ältesten und beliebtesten Ferienorte an der Adria. Einst war die Stadt Krk auch eine Hochburg der dalmatischen Sprache. Schon im Jahre 1866 gab es die ersten Ansichtskarten der Stadt, so dass dieses Jahr als Anfang des Tourismus auf der Insel betrachtet wird. Krk ist das historisch-administrative, politische, wirtschaftliche und religiöse Zentrum der Insel Krk. Quirin ist der Schutzpatron der Stadt.

## Städte und Dörfer in der Großgemeinde
- Krk
- Bajčići
- Brusići
- Brzac
- Kornić
- Lakmartin
- Linardići
- Milohnići
- Muraj
- Nenadići
- Pinezići
- Poljica
- Skrbčići
- Vrh
- Žgaljići

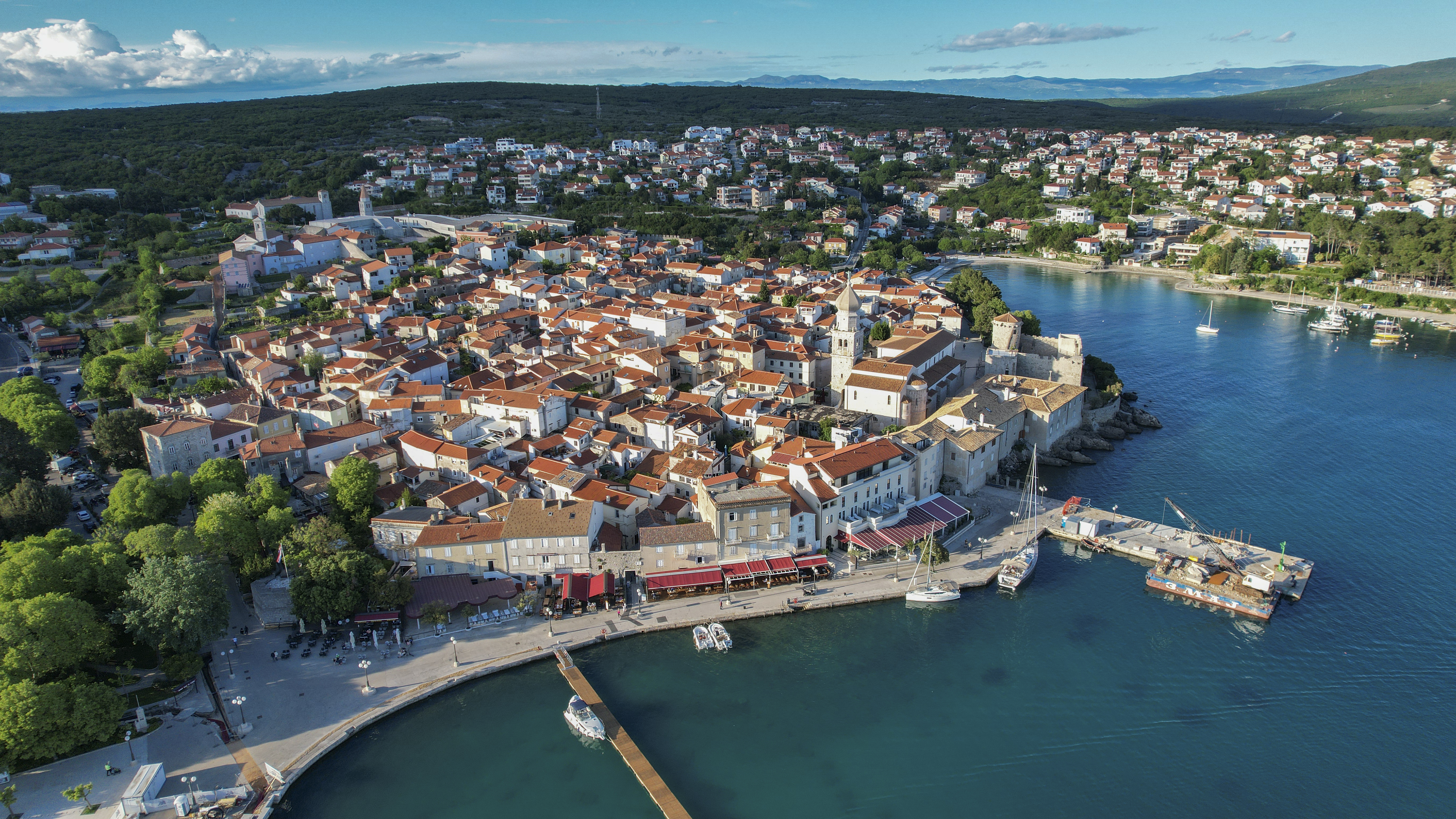
Altstadt von Krk
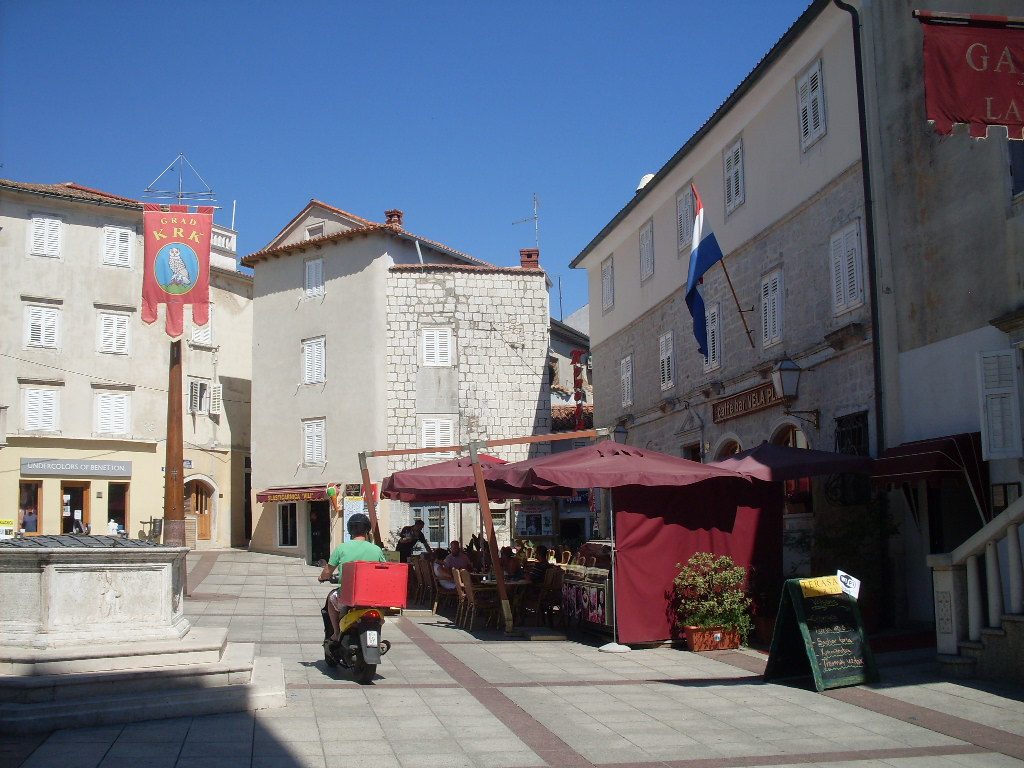
Marktplatz von Krk

## Sehenswürdigkeiten in Krk
- viereckige Kula (Turm) von 1191
- sechseckiger Hafenturm von 1407 als Teilstück des venezianischen Mauerrings mit römischen Relief
- römisches Mosaik aus dem 2. Jh. n. Chr. (Ribarskagasse im Privathaus Nr. 7, Eingang durch das Cafe)
- Marienkathedrale mit Teilen des spätantiken Vorgängerbaus, Innenraum mit drei Kunstphasen: barocker Hochaltar, Lesepulte aus der Renaissance, spätgotischer Retabel
- Kastell von den Frankopanen ab dem 12./13. Jahrhundert errichtet, mit viereckigem Turm, venezianischen Brunnen und Rundturm aus dem 14. Jahrhundert

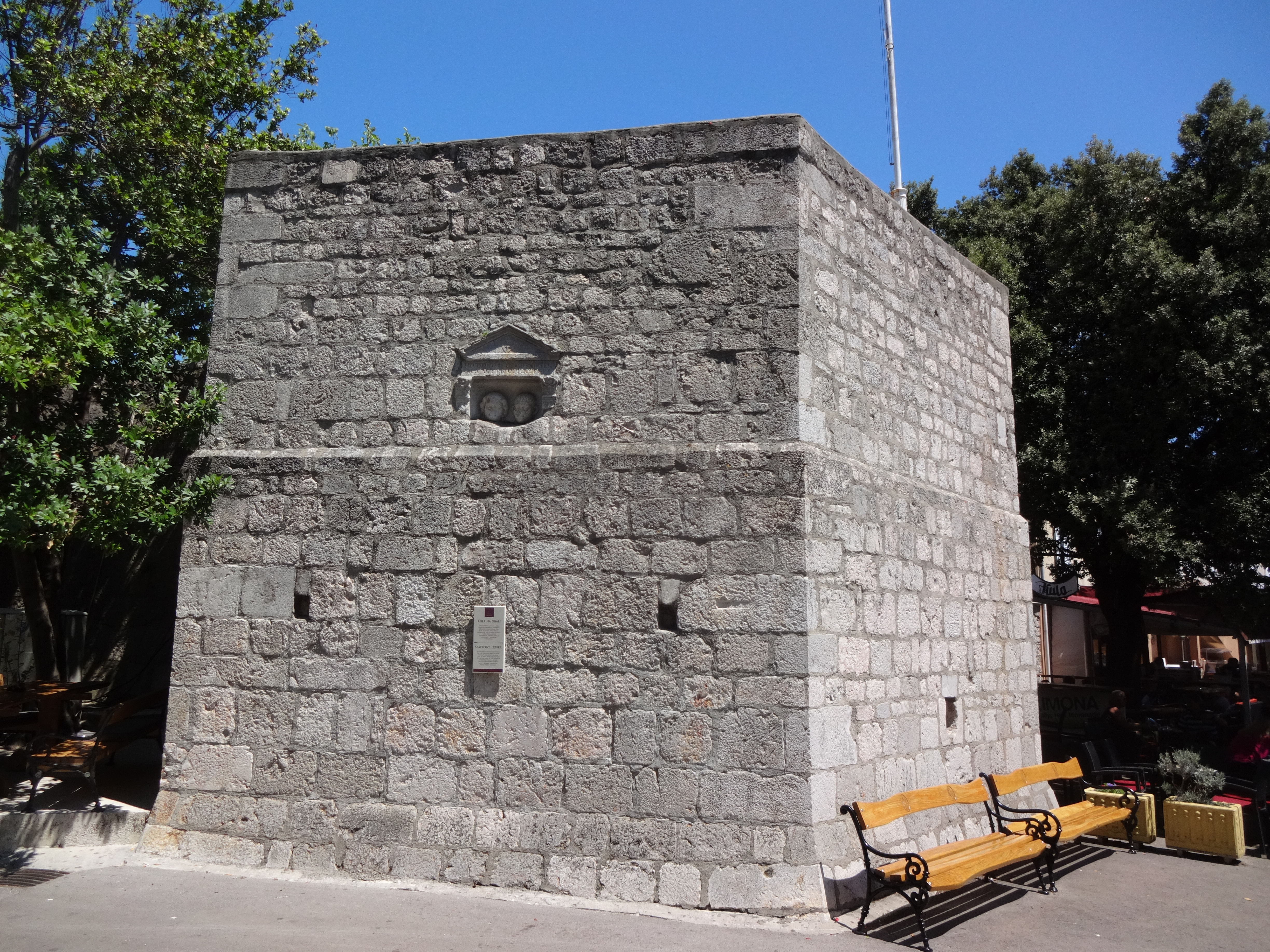
Hafenturm von 1407 in Krk (Stadt)
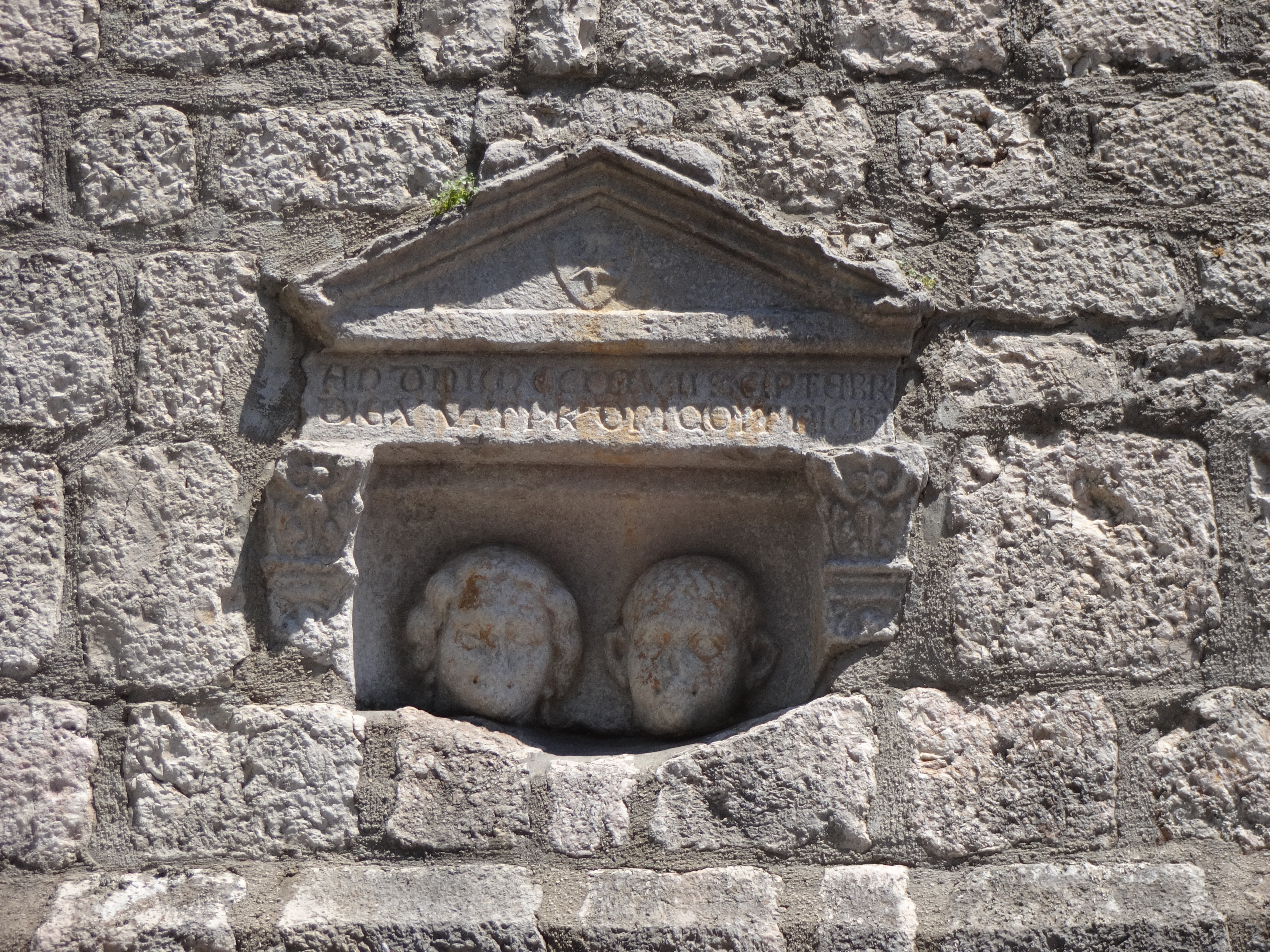
Relief im Hafenturm von 1407, Stadt Krk

## Sehenswürdigkeiten in der Großgemeinde
Nahe dem nordwestlich gelegenen Dorf Kornić befindet sich die Kirche St. Donat, ein bedeutendes Zeugnis altkroatischer Baukunst.

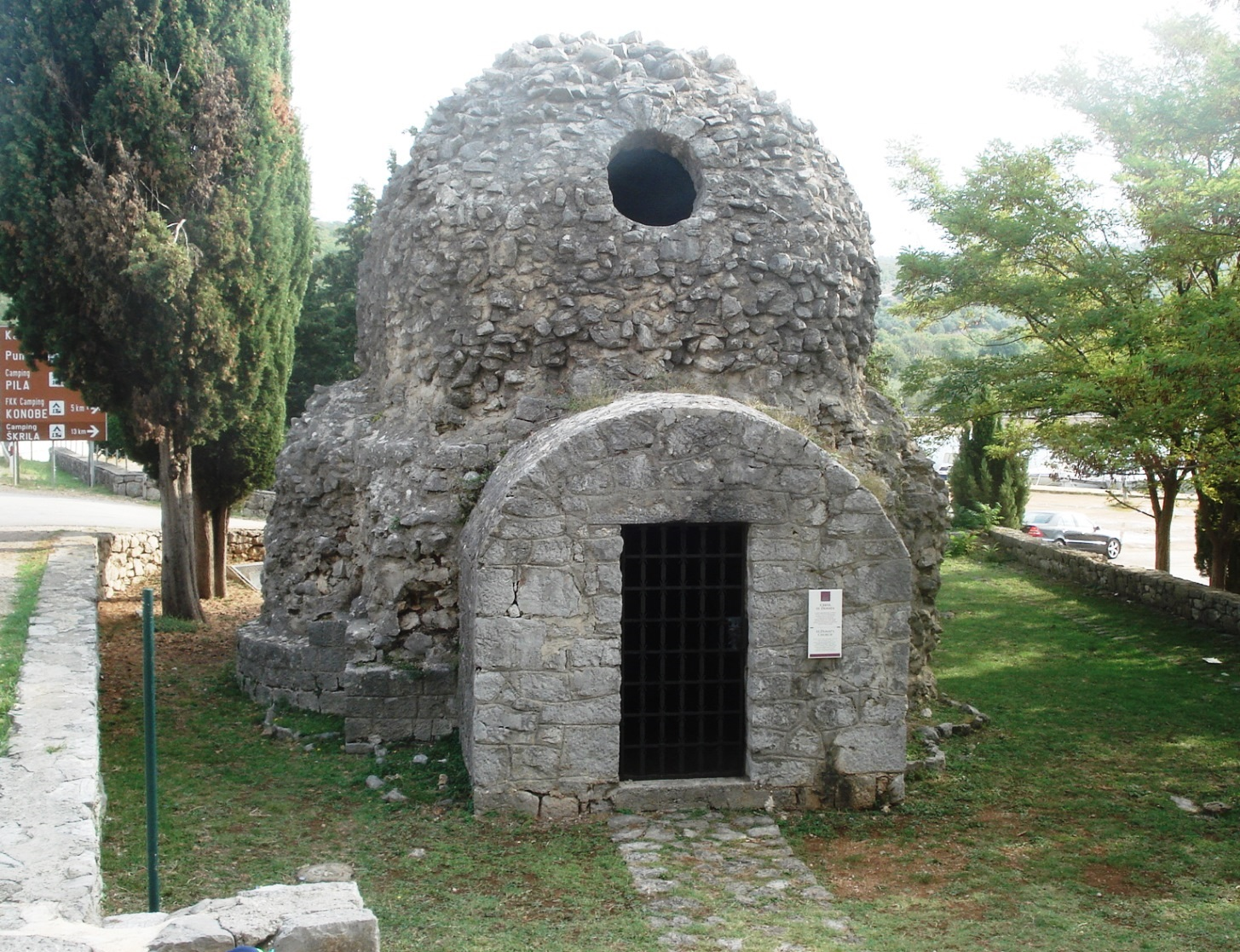
Die Kirche St. Donat (nahe dem Dorf Kornić)

### Städtepartnerschaften
Die Stadt Krk unterhält folgende Städtepartnerschaft:
- Rockenhausen, Deutschland (2014)

## Glasfasernetz
Im Jahr 2009 initiierte die Stadt Krk ein Projekt, mit dem auf dem gesamten Gebiet der Stadt Krk (Ort Krk und 14 benachbarte Ortschaften) ein flächendeckendes Glasfasernetz als Teil der lokalen Infrastruktur gebaut werden soll. Das Glasfasernetz ist die langfristige, sichere und zuverlässige Lösung bezüglich der Versorgung mit Breitbandinternetanschlüssen und soll bis zu jedem Haushalt realisiert werden. 2009/2010 wurde eine Machbarkeitsstudie erstellt. Im April 2013 wurde die Vorbaugenehmigung erteilt und Anfang 2014 beschlossen die Baugenehmigung auszuarbeiten. Ab 2017 wurde die Agglomeration Krk für ein Glasfasernetz für den Breitband-Internetzugang durch Verlegung der Rohre vorbereitet. Berechtigt für den Anschluss sind nur Adressen, die bisher keinen schnellen Internet-Zugang haben (wie ADSL).